# Clairette Rose
Clairette Rose ist eine Rotweinsorte, die aus einer spontanen Mutation der Sorte Clairette Blanche entstand. Verbreitung findet sie in den französischen Départements Gard, Aude, Hérault, Var und Vaucluse. Den Hauptanteil der insgesamt 272 Hektar Rebfläche (Stand 2007, Quelle ONIVINS) findet man in der Appellation Lirac in der Weinbauregion Rhône.
Aus dieser leicht rötlich gefärbten Traube wird ein weißer Wein gekeltert. Schwierig ist es dabei, dass der Weißwein ähnlich wie beim Grauburgunder nicht durch leichte Farbkomponenten der Schalen verunreinigt wird. Die Rebsorte ist anfällig gegen den Falschen Mehltau.
Synonyme: Blanquette rose
Abstammung: Mutation der Clairette Blanche
Siehe auch den Artikel Weinbau in Frankreich und die Liste von Rebsorten.